# Henryk Szczepański
Henryk Szczepański (Wejherowo, 7 de octubre de 1933 - 2 de febrero de 2015) fue un entrenador y futbolista polaco que jugaba en la demarcación de centrocampista.

## Biografía
Debutó como futbolista en 1954 con el Polonia Bydgoszcz. Jugó durante dos años en la Ekstraklasa, quedando en novena y décima posición. En 1957 fichó por el ŁKS Łódź, con quien ganó la Ekstraklasa en su temporada debut. En 1960 fichó por el Odra Opole, donde jugó hasta 1967, año en el que se retiró como futbolista. Posteriormente ejerció el cargo de entrenador con el Gwardia Varsovia, Olimpia Poznań, Motor Lublin, Stomil Olsztyn. Finalmente, en 1996, fue el entrenador del Gwardia Varsovia por último año.
Falleció el 2 de febrero de 2015 a los 81 años de edad.

## Selección nacional
Jugó un total de 45 partidos con la selección de fútbol de Polonia. Debutó el 29 de septiembre de 1957 contra Bulgaria en un partido amistoso que finalizó por empate a uno. Llegó a disputar la clasificación para la Eurocopa 1960 y la clasificación para la Eurocopa 1964, además de la clasificación para la Copa Mundial de Fútbol de 1962 y la clasificación para la Copa Mundial de Fútbol de 1966. También fue seleccionado para jugar en los Juegos Olímpicos de Roma 1960, donde jugó un partido contra Túnez.

## Clubes

### Como futbolista
| Club              | País    | Año         |
| ----------------- | ------- | ----------- |
| Polonia Bydgoszcz | Polonia | 1954 - 1956 |
| ŁKS Łódź          | Polonia | 1957 - 1960 |
| Odra Opole        | Polonia | 1960 - 1967 |

### Como entrenador
| Club             | País    | Año         |
| ---------------- | ------- | ----------- |
| Gwardia Varsovia | Polonia | 1968 - 1969 |
| Olimpia Poznań   | Polonia | 1970 - 1971 |
| Motor Lublin     | Polonia | 1972 - 1973 |
| Stomil Olsztyn   | Polonia | 1974 - 1976 |
| Gwardia Varsovia | Polonia | 1976 - 1977 |
| Gwardia Varsovia | Polonia | 1981 - 1982 |
| Gwardia Varsovia | Polonia | 1986 - 1987 |
| Gwardia Varsovia | Polonia | 1996        |

## Palmarés

### Campeonatos nacionales
| Título      | Club     | País    | Año  |
| ----------- | -------- | ------- | ---- |
| Ekstraklasa | ŁKS Łódź | Polonia | 1958 |